# Gesundheitsbudget
Gesundheitsbudget, auch Gesundheitskonto, Flexibonus, Gesundheitsplus oder Gesundheitsextra, ist im Recht der gesetzlichen Krankenversicherung eine Bezeichnung für Art, Dauer und Umfang von Satzungsleistungen der Krankenkassen im Sinne des § 11 Abs. 6, § 194 Abs. 1 Nr. 3 SGB V.
Mit § 11 Abs. 6 SGB V in der Fassung des GKV-Versorgungsstrukturgesetzes sollten „die wettbewerblichen Handlungsmöglichkeiten der Krankenkassen auf der Leistungsseite der GKV gestärkt werden, um die Qualität und Effizienz der medizinischen Versorgung weiter zu erhöhen. [...] Versicherte bzw. Mitglieder sollten künftig auf breiterer Basis Angebote nutzen können, die ihrem individuellen Bedarf entsprechen.“
Bei der Betrieblichen Gesundheitsförderung gem. § 3 Nr. 34 EStG geht es dagegen um die Unterstützung der Mitarbeitergesundheit durch die Arbeitgeber.

## Bedeutung
Die Krankenkassen können seit dem 1. Januar 2012 in ihren Satzungen bestimmte Leistungen über die gesetzlichen Pflichtleistungen im Sinne der §§ 27 ff. SGB V hinaus vorsehen (§ 11 Abs. 6 Satz 1 SGB V). Die Leistungen dürfen jedoch vom Gemeinsamen Bundesausschuss nicht ausgeschlossen sein und müssen sich auf Bereiche der medizinischen Vorsorge und Rehabilitation (§ 23, § 40 SGB V), der künstlichen Befruchtung (§ 27a SGB V), der zahnärztlichen Behandlung ohne die Versorgung mit Zahnersatz (§ 28 Abs. 2 SGB V), der Versorgung mit nicht verschreibungspflichtigen apothekenpflichtigen Arzneimitteln (§  34 Abs. 1 Satz 1 SGB V), der Heil- und Hilfsmittel (§ 32, § 33 SGB V), der häuslichen Krankenpflege (§ 37 SGB V) und der Haushaltshilfe (§ 38 SGB V) sowie Leistungen von nicht zugelassenen Leistungserbringern beschränken.
Die Aufzählung der Leistungsbereiche ist abschließend. Nicht in Betracht kommen daher etwa Regelungen, die eine Kostenübernahme für die Aufnahme einer Begleitperson im Elternzimmer bei Schwangerschaft und Mutterschutz oder eine Kostenübernahme für eine künstliche Befruchtung bei versicherten Paaren in auf Dauer angelegter Lebensgemeinschaft vorsehen.
Die Satzung muss insbesondere die Art, die Dauer und den Umfang der Leistung bestimmen; sie hat hinreichende Anforderungen an die Qualität der Leistungserbringung zu regeln (§ 11 Abs. 6 Satz 2 SGB V).
§ 11 Abs. 6 Satz 3 SGB V sieht eine gesonderte Ausweisung der zusätzlichen Leistungen in der Rechnungslegung der Krankenkassen vor. Diese ist aufgrund der gesonderten Zuweisungssystematik des Gesundheitsfonds für zusätzliche Satzungs- und Ermessensleistungen erforderlich.

## Leistungserbringung
Der Vertragsarzt darf die Zusatzleistungen nicht über die elektronische Gesundheitskarte abrechnen. Er stellt stattdessen eine Privatrechnung aus, die dem Versicherten anschließend in satzungsgemäßem Umfang erstattet wird.